# Game Over, Man!
Pour plus de détails, voir Fiche technique et Distribution.
Game Over, Man! est un film américain réalisé par Kyle Newacheck, sorti en 2018.

## Synopsis
Trois amis qui vont parvenir à financer un jeu vidéo doivent libérer leur producteur pris en otage par des terroristes.

## Fiche technique
- Titre : Game Over, Man!
- Réalisation : Kyle Newacheck
- Scénario : Anders Holm, Kyle Newacheck, Adam DeVine et Blake Anderson
- Musique : Steve Jablonsky
- Photographie : Grant Smith
- Montage : Evan Henke
- Production : Blake Anderson, Eli Bush, Adam DeVine, Evan Goldberg, Anders Holm, Kyle Newacheck, Seth Rogen, Scott Rudin et James Weaver
- Société de production : Mail Order Company, Point Grey Pictures et Scott Rudin Productions
- Pays :  États-Unis
- Genre : Action et comédie
- Durée : 101 minutes
- Dates de sortie : 
  - Netflix : 23 mars 2018

## Distribution
- Adam DeVine (VF : Fabrice Trojani) : Alexxx
- Anders Holm (VF : Benoît DuPac) : Darren
- Blake Anderson (VF : Donald Reignoux) : Joel
- Chloe Bridges : Diana
- Andrew Bachelor : Stud
- Aya Cash (VF : Chloé Berthier) : Cassie
- Daniel Stern (VF : Michel Dodane) : Mitch
- Jamie Demetriou (VF : Emmanuel Garijo) : M. Ahmad
- William B. Davis : Ray
- Neal McDonough (VF : Bruno Dubernat) : Conrad
- Rhona Mitra (VF : Anne-Laure Gruet) : Erma
- Sam Richardson : Donald
- Brad Kelly : Gavin
- Steve Howey (VF : Stanislas Forlani) : Rich
- Mac Brandt : Jared
- Roe Hartrampf : Alan
- Geno Segers : Sal
- Garfield Wilson : Warren
- Ryan Jefferson Booth : Dexter
- Paul Cheng : Mike
- Leo Chiang : Geo
- William Stewart : Rodge
- Robert Maillet : Chet
- Byron Bertram : Paul
- Utkarsh Ambudkar (VF : Alexandre Nguyen) : Bae Awadi
- Fred Armisen (VF : Thierry Garret) : Fred Armisen
- Andrew Santino : l'officier Hank
- Adam Ray : l'officier Dan
- Caroline Rich : Gail Wallens
- Shaggy (VF : Diouc Koma) : Orville « Shaggy » Burrell
- Sugar Beard (VF : Lydia Cherton) : Sugar Lyn Beard
- Chris Pontius (VF : Christophe Lemoine) : lui-même
- Flying Lotus : lui-même
- Steve-O : lui-même
- Donald Faison (VF : Mohamed Sanou) : lui-même
- Action Bronson (VF : Julien Bocher) : lui-même
- Joel McHale (VF : Jean-Baptiste Marcenac) : lui-même
- Mark Cuban : lui-même

 Source et légende : version française (VF) sur RS Doublage

## Accueil
Le film a reçu un accueil défavorable de la critique. Il obtient un score moyen de 32 % sur Metacritic.